# نيمانيا فرانيش
نيمانيا فرانيش مواليد 11 مايو 1988 في جمهورية البوسنة والهرسك الاشتراكية، هو لاعب كرة سلة مونتينيغري. بدأ مسيرته الاحترافية في سنة 2006. يحمل الرقم 21. لعب مع نادي بودوشنوست لكرة السلة في الدوري المونتينيغري لكرة السلة.

## روابط خارجية
- نيمانيا فرانيش على موقع الاتحاد الدولي لكرة السلة (الإنجليزية)
- نيمانيا فرانيش على موقع كرة السلة الأوروبية.كوم (الإنجليزية)
- نيمانيا فرانيش على موقع ريلجم (الإنجليزية)
- نيمانيا فرانيش على موقع بروبوليرز (الإنجليزية)
- نيمانيا فرانيش على موقع سبورتس رفرنس (الإنجليزية)